# Duncan Edwards
Duncan Edwards, angleški nogometaš, * 1. oktober 1936, Dudley, Worcestershire, Anglija, Združeno kraljestvo, † 21. februar 1958, München, Zahodna Nemčija.
Edwards je igral za Manchester United in angleško reprezentanco. Bil je eden od Busbyjevih mladcev, mlade Unitedove ekipe, ki jo je sredi 50. let sestavil trener Matt Busby. Njegovo življenje se je končalo tragično, saj je bil ena od 23 smrtnih žrtev münchenske letalske nesreče. Ob smrti je bil star 21 let.
Pogodbo z Manchester Unitedom je podpisal že kot najstnik. Postal je najmlajši igralec z nastopom v angleškem državnem prvenstvu Football League First Division in najmlajši angleški reprezentant po drugi svetovni vojni. V profesionalni karieri, ki je trajala manj kot pet let, je z Unitedom dvakrat osvojil državno prvenstvo in se enkrat uvrstil v polfinale Evropskega pokala. Februarja 1958 se je z Unitedovim klubskim letalom vračal nazaj domov po gostovanju pri Crveni zvezdi v Beogradu. Letalo je za namene dolivanja goriva napravilo postanek na münchenskem letališču Riem in pri vzletanju s 44 potniki na krovu strmoglavilo. Edwardsa so prepeljali v bolnišnico, kjer je 15 dni pozneje tudi umrl.

## Življenje

### Zgodnja leta
Duncan Edwards se je rodil 1. oktobra 1936 v okrožju Woodside mesta Dudley, ki je tedaj spadalo pod grofijo Worcestershire. Bil je prvi otrok Gladstona in Sarah Anne Edwards. Imel je le sestro Carol Anne, ki pa je leta 1947 umrla v starosti 14 tednov, tako da je bil na nek način edinec. Družina se je kmalu preselila na drug konec Dudleyja, v stanovanjski okraj Priory Estate. Mladi Duncan je od 1941 do 1948 obiskoval osnovno šolo Priory Primary School. Šolanje je nadaljeval na srednji šoli Wolverhampton Street Secondary School, ki jo je obiskoval med letoma 1948 in 1952. Že v otroštvu je igral nogomet, tako za šolsko ekipo kot tudi za lokalne worcestershirske ekipe. Barve svoje šole je zastopal tudi na tekmovanjih v folklornem plesu. Izbrali so ga za nastop na državnem festivalu v folklornem plesu, istočasno pa so mu ponudili tudi preizkušnjo za mesto v ekipi do 14 let Nogometnega združenja angleških šol. Plesni festival in nogometna preizkušnja sta neugodno padla na isti dan in Edwards se je moral odločiti, česa se bo udeležil - izbral je nogomet.
Na preizkušnji je Edwards navdušil nabornike, ki so mu tako ponudili mesto v reprezentanci angleških šol. Debitiral je na stadionu Wembley 1. aprila 1950, ko je njegovo moštvo igralo proti vrstnikom iz Walesa, reprezentanci valižanskih šol. Kmalu je postal kapetan ekipe, kapetanski trak je nosil dve sezoni. Edwards je do tedaj že pritegnil pozornost večjih klubov. Skavt Manchester Uniteda Jack O'Brien je bil nad njim tako navdušen, da je trenerju članske ekipe Uniteda Mattu Busbyju leta 1948 poročal: »Danes sem videl 12-letnega šolarja, ki bi ga bilo vredno natančneje opazovati. Ime mu je Duncan Edwards, iz Dudleyja je.« 
Podobnega mnenja kot O'Brien je bil glede Edwardsovih sposobnosti tudi trener reprezentance angleških šol Joe Mercer, ki je Busbyja celo prigovarjal k temu, da naj pri Unitedu podpišejo pogodbo z njim. Edwards je do tedaj zbudil zanimanje še dveh prvoligašev, Wolverhampton Wanderersov in Aston Ville. Na koncu se je odločil za United, s katerim je 2. junija 1952 podpisal amatersko pogodbo. Kdaj je podpisal svojo prvo profesionalno pogodbo, ni povsem jasno. Nekateri viri navajajo, da se je to zgodilo oktobra 1953 za njegov 17. rojstni dan, medtem ko drugi viri ta datum postavljajo še v leto 1952. Viri, ki podpis profesionalne pogodbe postavljajo v leto 1952, večinoma trdijo, da je kmalu po polnoči družino Edwards obiskal Unitedov klubski funkcionar, bodisi sam Busby bodisi njegov pomočnik Bert Whalley, da bi si čim prej zagotovil pravice za obetavnega mladca. Drugi viri, ki podpis poklicne pogodbe datirajo v oktober 1953, zagovarjajo, da se je to zgodilo, ko je Edwards z Unitedom podpisal amatersko in ne profesionalno pogodbo. Kakor koli, trener Wolverhamptona Stan Cullis je bil nad izgubo zelo nadarjenega lokalnega mladeniča ogorčen in je Unitedove funkcionarje celo obtožil, da so Edwardsu ali njegovi družini neprimerno ponudili finančne ugodnosti. Njegove obtožbe je ovrgel kar sam Edwards, ko je zatrdil, da si je vedno želel zaigrati za klub iz Manchestra. Ker je upošteval možnost, da njegova nogometna pot ne bo tako uspešna, je Edwards pričel tudi s pripravništvom za tesarja.

### Nogometna kariera
Za United je pričel nastopati že kot član mladinske ekipe, leta 1953 je pripomogel tudi k prvi zmagi Uniteda v mladinskem pokalu FA Youth Cup v zgodovini. Na žalost ni smel nastopiti v finalu pokala, saj je do tedaj že debitiral v Unitedovi članski ekipi. 4. aprila 1953 je namreč odigral svojo krstno tekmo za United v državnem prvenstvu Football League First Division. V času tekme proti Cardiff Cityju, ki jo je njegovo moštvo izgubilo z 1-4, je bil star 16 let in 185 dni, s čimer je postal najmlajši igralec z nastopom v angleškem državnem prvenstvu vseh časov. Ker je jedro Unitedove ekipe predstavljala gruča tedaj že relativno starih igralcev, trenerju Busbyju ni preostalo drugega, kot da vpelje nove mlade igralce iz mladinskih selekcij. Eden teh je bil Edwards. Ta skupina igralcev, ki se je več ali manj predstavila že leta 1953, je kasneje postala znana pod nazivom Busbyjevi mladci. V časniku Manchester Guardian so Edwardsov debi v Unitedovem dresu ocenili z naslednjimi besedami: »Prikazal je obljubo odličnega podajanja in streljanja, a v prihodnosti se bo moral kot defenzivni vezist gibati hitreje.« 
Edwards se je v sezoni 1953/54 uveljavil kot standardni član Unitedove enajsterice. Po navdušujoči predstavi na prijateljski tekmi proti škotskem Kilmarnocku se ga je trener Busby odločil postaviti kar v začetno enajsterico moštva, namesto poškodovanega Henryja Cockburna. Po gostovanju pri Huddersfield Townu 31. oktobra 1952 je tako Edwards v celotni sezoni nastopil še na 24 ligaških tekmah. Na igrišču je bil tudi ob Unitedovem porazu v pokalnem tekmovanju FA Cup proti Burnleyju. Še vedno pa je bil aktiven v mladinski selekciji in je nastopal za moštvo, ki je še drugo leto zapored osvojilo mladinsko tekmovanje FA Youth Cup. Krstni nastop v državni reprezentanci do 23 let je zabeležil 20. januarja 1954 v Italiji in odtlej so ga mnogi postavljali tudi v angleško člansko reprezentanco, vendar je 27. marca na tekmi proti Arsenalu razočaral in prikazal slabo predstavo. Selekcijski komite, ki je prišel v živo gledat njegovo igro, ga tako ni vpoklical v reprezentanco.
Naslednjo sezono je vknjižil 36 nastopov v državnem prvenstvu in se v članski konkurenci prvič vpisal med strelce, sezono je zaključil s šestimi zadetki. Njegove dobre igre so obudile klice, da naj ga vključijo v člansko reprezentanco, in 18. septembra 1954 ga je na tekmo proti Huddersfield Townu prišel gledat član selekcijskega komiteja, a se ni na kratki rok znova nič izcimilo. Edwardsa so resda vpoklicali v moštvo Football League XI, ki je odigralo ekshibicijsko tekmo proti klubu iz Škotske lige, a se je šele marca pojavil v dresu angleške članske B reprezentance. Tedaj je Anglija B igrala proti primerljivi B reprezentanci iz Nemčije in Edwardsa so, čeprav je v medijih poslušal številne kritike na račun svoje skromne predstave, teden pozneje res vpoklicali v člansko A reprezentanco. V reprezentančnem dresu je tako debitiral 2. aprila 1955, Anglija je tedaj nastopila proti Škotski v sklopu tekmovanja British Home Championship. Edwardsova starost ob reprezentančnem krstu (18 let in 183 dni) je podrla vse dotedanje mejnike, njegov rekord je vzdržal celo do leta 1998, ko je za Anglijo prvič zaigral Michael Owen. Tri tedne za tem so se pri Unitedu okoristili na račun njegove mladosti in ga uvrstili v ekipo za tretji klubski finale v mladinskem tekmovanju FA Youth Cup. To odločitev, postaviti igralca z nastopom za člansko reprezentanco v mladinsko ekipo, so z vseh strani močno napadali. Matt Busby je moral izbor Edwardsa v mladinsko selekcijo celo braniti v pisni obrazložitvi nekemu časniku. Ta poteza se je ne glede na vse kritike obrestovala, saj je Edwards odigral ključno vlogo pri tretjem zaporednem slavju Manchester Uniteda v tem mladinskem tekmovanju.
Maja 1955 je Edwards z angleško reprezentanco potoval na celino, kjer je tri reprezentančne tekme (proti Franciji, Portugalski in Španiji) začel kar v prvi postavi. Po vrnitvi s te turneje je pričel služiti dvoletni vojaški rok, ki je bil v tistem času obvezen za vse moške njegove starosti. Skupaj s soigralcem Bobbyjem Charltonom je bil nastanjen v Nesscliffu blizu Shrewsburyja, vendar je imel dovoljenje, da zapusti bazo za Unitedove tekme. Udeleževal se je tudi vojaških nogometnih tekem, in v eni sezoni je odigral skupaj skoraj 100 tekem. V sezoni 1955/56, v kateri je izgubil dva meseca igranja na račun hude gripe, je Edwards zbral 33 ligaških nastopov. United je suvereno osvojil prvenstvo, z zaostankom 11 točk je drugo mesto zasedel Blackpool. Naslaednjo sezono je vknjižil 34 nastopov, s čimer je svojo uradno ligaško statistiko potisnil preko mejnika 100 tekem. United je slavil še drugo sezono zapored. V igri je bil celo dvojček, ki pa so ga Busbyjevi varovanci izpustili iz rok, Aston Villa jih je porazila z 2-1. Edwards je ob tem zbral še sedem nastopov v Evropskem pokalu in je sodeloval pri zmagi nad Anderlechtom z 10-0, kar še danes ostaja najvišja zmaga v zgodovini kluba. Edwards je bil dotlej že redni član izbrane vrste in je igral na vseh štirih kvalifikacijskih dvobojih Anglije za nastop na Svetovnem prvenstvu 1958 na Švedskem. Še posebej se je izkazal na tekmi proti danski izbrani vrsti 2. decembra 1956, saj je ob zmagi s 5-2 prispeval 2 zadetka. Mnogi so pričakovali, da bo ključni igralec Anglije na prihajajočem Svetovnem prvenstvu. Omenjali so ga tudi kot verjetnega naslednika veterana Billyja Wrighta na položaju kapetana izbrane vrste.
Edwards je sezono 1957/58 začel v dobri formi, širile pa so se tudi govorice o njegovem prestopu v katerega od vodilnih italijanskih klubov. Svojo zadnjo tekmo na angleških tleh je odigral 1. februarja 1958, tedaj je Unitedu s prvim zadetkom na tekmi pomagal do zmage s 5-4 proti Arsenalu. Do njegove igre so bili sicer v medijih zelo kritični. Dopisnik Sunday Pictoriala je zapisal, da dvomi »da je [Edwardsova] predstava v tem razburljivem dvoboju prepričala angleškega selektorja Walterja Winterbottoma, ki je tekmo spremljal s tribune. Edwards je napravil očitno napako pri Arsenalovem četrtem zadetku, ko je namesto da bi odbil žogo stran, z njo pohajkoval naokoli.«  Pet dni kasneje je Edwards sredi Beograda odigral zadnjo tekmo svojega življenja. Šlo je za povratno tekmo Evropskega pokala, na kateri je United proti Crveni zvezdi iztržil remi 3-3, kar je bilo po domači zmagi z 2-1 na prvi tekmi dovolj za napredovanje v polfinale s skupnim izidom 5-4. United je nato izpadel v polfinalu, z izidoma 2-1 in 0-4 se je preboja v finale veselil Milan.

### Smrt
Za podrobne podatke o tej temi glej Münchenska letalska nesreča.
Letalo, ki je Edwardsa in soigralce prevažalo nazaj v domovino, je po postanku za dolitje goriva med vzletanjem strmoglavilo na münchenskem letališču Riem. 7 igralcev in še 14 ostalih potnikov je umrlo na kraju nesreče, medtem ko so Edwardsa z večkrat zlomljenima nogama, polomljenimi rebri in močno poškodovanimi ledvicami odpeljali v bolnišnico Rechts der Isar. Zdravniki so bili prepričani, da ima nekaj možnosti za preživetje, da pa verjetno nikdar več ne bo igral nogometa.
V bolnišnico so naslednji dan prav za Edwardsa pripeljali umetno ledvico in mu jo tudi vstavili v telo. Ta poteza se ni posrečila, saj je umetni organ znižal raven strjevanja krvi, zaradi česar so se pojavile notranje krvavitve. Kljub vsem okoliščinam naj bi na bolniški postelji pomočnika trenerja, Jimmyja Murphyja, vprašal: »Kdaj se prične tekma proti Wolverhamptonu, Jimmy? Te tekme ne smem zamuditi.«  Zdravniki so bili začudeni nad krčevitostjo njegovega boja za življenje, ki pa se je vendarle izkazal za prevelik zalogaj, saj je Edwards 21. februarja 1958 po dolgem boju umrl za odpovedjo ledvic. Nekaj ur pred smrtjo je na otoku ironično izšla nova številka revije Charles Buchan's Football Monthly, na čigar platnici ni bil nihče drug kot Edwards, z nasmeškom na obrazu.
Pet dni kasneje so ga pokopali na pokopališču Dudley Cemetery, poleg sestre Carol Anne. Na dan pogreba je ulice Dudleyja zasedlo več kot 5.000 ljudi. Na njegovem nagrobniku se danes nahaja napis: »Na dan spomina, žalosten za obujanje, nas je brez besed vse zapustil.«  Grob še dandanes redno obiskujejo zvesti navijači, ki na zadnje prebivališče mladega nogometaša prinašajo cvetje, navijaške šale, športne čevlje in druge predmete.

### Zapuščina
V mestu Dudley so slavnega someščana počastili na različne načine. Leta 1961 je Matt Busby otvoril vitraž z Edwardsovo podobo v cerkvi sv. Frančiška, farni cerkvi za okrožje Priory Estate. Leta 1999 so v središče mesta postavili tudi Edwardsov kip, ki sta ga darovala njegova mati in njegov soigralec Bobby Charlton. Leta 1993 so slepo ulico v bližini pokopališča, posejano s hišami, preimenovali v Kotiček Duncana Edwardsa (Duncan Edwards Close). Pivnico Wren's Nest v okrožju Priory Estate, blizu koder je odraščal, so v njegovo čast leta 2001 preimenovali v The Duncan Edwards (Duncan Edwards), a so pivnico po petih letih zaprli, naposled pa je postala žrtev požigalcev. V parku Priory Park, po katerem se je Edwards kot otrok dostikrat potikal, so leta 2006 zgradili kompleks za mladino v vrednosti 100.000 £ in ga posvetili njegovemu spominu. Leta 2008 so po Edwardsu poimenovali še južno obvoznico mimo Dudleyja - v Pot Duncana Edwardsa (Duncan Edwards Way).
Edwardsovi sodobniki so vseskozi vztrajali pri povzdigovanju njegovih nogometnih sposobnosti. Bobby Charlton ga je označil za »edinega igralca, ob katerem sem se počutil manjvrednega.«  Dodal je, da je bila njegova smrt »največja tragedija za Manchester United in angleški nogomet, ki se je kadar koli zgodila.«  Terry Venables je špekuliral, da bi, če bi živel, pokal svetovnih prvakov kot kapetan angleške izbrane vrste leta 1966 dvignil Edwards in ne Bobby Moore. Tommy Docherty je izjavil, da po njegovem mnenju »ni dvoma, da bi Duncan postal največji nogometaš vseh časov. Ne samo v britanskem nogometu, pod okriljem Uniteda ali Anglije, temveč tudi na celem svetu. George Best je bil nekaj posebnega, kot sta bila tudi Pelé in Maradona, toda v luči vsestranskih sposobnosti in spretnosti jih je Duncan močno prekašal.«  V znak prepoznanja njegovih talentov so Edwardsa leta 2002 kot otvoritvenega člana sprejeli v Angleški nogometni hram slavnih.

## Slog igre
»Fizično je bil izjemen. Bil je močan in imel fantastične nogometne možgane. Njegove sposobnosti so bile dovršene - desna noga, leva noga, dolge podaje, kratke podaje. Vse je počel po občutku.«

–Bobby Charlton
Čeprav je bil po osnovni nogometni izobrazbi defenzivni vezist, so o Edwardsu pravili, da je lahko igral na katerem koli položaju na igrišču. Bil je tako vsestranski, da je nekoč tekmo namesto poškodovanega soigralca začel v napadu, dokler ga niso premestili naravnost na položaj centralnega branilca. Njegovi prednosti v primerjavi z ostalimi igralci sta bili predvsem fizična moč in avtoriteta na igrišču, ki je bila za tako mladega igralca na nenavadno visokem nivoju. Ob tem je bil tudi zelo vzdržljiv. Stanley Matthews ga je opisal kot »skalo sredi pobesnelega morja,« Bobby Moore pa je Edwardsa v fazi obrambe primerjal kar z Gibraltarsko skalo, čeprav je dodal, da je mladec »tudi v napadu zelo dinamičen.«  Edwards si je zaradi svoje impozantne postave prislužil vzdevka »Big Dunc« (»Veliki Dunc«) in »The Tank« (»Tank«), mnogi ga uvrščajo celo med najmočnejše nogometaše vseh časov.
Edwardsa so cenili zavoljo njegove moči in natančnega tempiranja startov, kot tudi zavoljo zmožnosti podajanja in streljanja z obema nogama. Znan je bil po svojih agresivnih tekih čez celo igrišče. Tako igra z glavo kot silovit strel z razdalje sta mu šla enako dobro od rok. Potem ko se je vpisal med strelce leta 1956 na reprezentančni tekmi proti Zahodni Nemčiji, so mu lokalni mediji nadeli vzdevek »Boom Boom« (»Bum Bum«), predvsem na račun njegovega strela, ki je mnoge spominjal na Debelo Berto, slavni nemški top iz prve svetovne vojne.

## Statistika

### Klubska statistika
| Klub              | Sezona           | Liga    | Liga | FA Cup  | FA Cup | Evropski pokal | Evropski pokal | Charity Shield | Charity Shield | Skupaj  | Skupaj |
| Klub              | Sezona           | Nastopi | Goli | Nastopi | Goli   | Nastopi        | Goli           | Nastopi        | Goli           | Nastopi | Goli   |
| ----------------- | ---------------- | ------- | ---- | ------- | ------ | -------------- | -------------- | -------------- | -------------- | ------- | ------ |
| Manchester United | 1952/53          | 1       | 0    | 0       | 0      | –              | –              | 0              | 0              | 1       | 0      |
| Manchester United | 1953/54          | 24      | 0    | 1       | 0      | –              | –              | –              | –              | 25      | 0      |
| Manchester United | 1954/55          | 33      | 6    | 3       | 0      | –              | –              | –              | –              | 36      | 6      |
| Manchester United | 1955/56          | 33      | 3    | 0       | 0      | –              | –              | –              | –              | 33      | 3      |
| Manchester United | 1956/57          | 34      | 5    | 6       | 1      | 7              | 0              | 1              | 0              | 48      | 6      |
| Manchester United | 1957/58          | 26      | 6    | 2       | 0      | 5              | 0              | 1              | 0              | 34      | 6      |
| Skupaj v karieri  | Skupaj v karieri | 151     | 20   | 12      | 1      | 12             | 0              | 2              | 0              | 177     | 21     |

Vir:

### Reprezentančna statistika
| # | Datum            | Prizorišče               | Nasprotnik      | Zadel za | Končni izid | Tekmovanje                          |
| - | ---------------- | ------------------------ | --------------- | -------- | ----------- | ----------------------------------- |
| 1 | 26. maj 1956     | München, Zahodna Nemčija | Zahodna Nemčija | 1 – 0    | 3 – 1       | prijateljska tekma                  |
| 2 | 5. december 1956 | Wolverhampton, Anglija   | Danska          | 4 – 2    | 5 – 2       | Kvalifikacije za Svetovno prvenstvo |
| 3 | 5. december 1956 | Wolverhampton, Anglija   | Danska          | 5 – 2    | 5 – 2       | Kvalifikacije za Svetovno prvenstvo |
| 4 | 6. april 1957    | London, Anglija          | Škotska         | 2 – 1    | 2 – 1       | British Home Championship           |
| 5 | 6. november 1957 | London, Anglija          | Severna Irska   | 2 – 3    | 2 – 3       | British Home Championship           |

Vir: 
| Reprezentanca    | Sezona           | Nastopi | Goli |
| ---------------- | ---------------- | ------- | ---- |
| Anglija          | 1954/55          | 4       | 0    |
| Anglija          | 1955/56          | 5       | 1    |
| Anglija          | 1956/57          | 6       | 3    |
| Anglija          | 1957/58          | 3       | 1    |
| Skupaj v karieri | Skupaj v karieri | 18      | 5    |

Vir: 

## Poleg nogometa
Edwards je bil velik nasprotnik alkoholnih pijač. Izven nogometnih krogov je bil poznan kot zelo zaseben posameznik, skoraj puščavnik. Njegovi hobiji so obsegali ribolov, kartanje in obiskovanje kina. Čeprav je s soigralci obiskoval plesne tečaje, ni bil v družbi nikoli preveč samozavesten. Jimmy Murphy ga je označil za »nepokvarjenega fanta,« soigralci pa so dostikrat oponašali njegov močan naglas iz okrožja Black Country. Ko ga je nekoč policija ustavila zaradi vožnje na kolesu brez luči, so mu izdali globo petih šilingov, ob tem mu je klub odklonil tudi dvotedensko plačo.
V času smrti je Edwards prebival v stanovanju v Stretfordu. Zaročen je bil s tedaj 22-letno Molly Leach, ki je bila zaposlena v pisarni proizvajalca tekstilnih naprav v Altrinchamu. Prvič sta se srečala na manchesterskem letališču in do zaroke sta se videvala približno eno leto. Skupaj sta postala tudi botra hčerki Mollyjine prijateljice Josephine Stott.
Edwards se je pojavljal v oglasih za glukozne tablete Dextrosol. Svoj trenutek je izkoristil tudi za to, da je napisal knjigo z naslovom Tackle Soccer This Way (Lotite se nogometa na ta način). S prihodki od prodaje te komercialno naravnane knjige si je nameraval olajšati življenje, saj je njegova tedenska plača znašala danes nepredstavljivih 15 £, med poletnim premorom pa celo samo 12 £. Knjigo so s privoljenjem družine izdali kmalu po njegovi smrti. Potem ko je dolgo časa niso nikjer tiskali, so jo novembra 2009 pričeli ponovno izdajati.